# Алиса в Стране чудес (фильм, 1933)
«Алиса в Стране чудес» (англ. Alice in Wonderland) — американский чёрно-белый детский фильм 1933 года, экранизация сказок Льюиса Кэрролла «Алиса в Стране чудес» (1864) и «Алиса в Зазеркалье» (1871).

## Сюжет
Сюжет фильма почти полностью соответствует сюжету сказок «Алиса в Стране чудес» и «Алиса в Зазеркалье».

## Создание
Фильм является полностью игровым, за исключением истории о Морже и Плотнике, созданной аниматорами Leon Schlesinger Productions.
На роль Алисы в течение пяти месяцев пробовались около семи тысяч претенденток, среди которых была и известная актриса Айда Лупино. На роль Черепахи Квази приглашали Бинга Кросби, но тот счёл её «унизительной для своей карьеры». Несмотря на «звёздный» состав, фильм провалился в прокате, это было вызвано, в частности, тем, что известных актёров и актрис было не узнать под толстым слоем грима и громоздкими костюмами.
Оригинальный фильм имел продолжительность 90 минут, но компания EMKA, Ltd., купившая права на показ ленты в конце 1950-х сократила её на 13 минут. DVD с фильмом вышел 2 марта 2010 года.

## В ролях
- Шарлотта Генри — Алиса
- Ричард Арлен — Чеширский Кот
- Гэри Купер — Белый Рыцарь
- Ричард Галлахер[англ.] — Белый Кролик
- Луиза Фазенда — Белая Королева
- Алек Фрэнсис[англ.] — Червонный Король
- Эдна Оливер — Чёрная Королева
- Мэй Робсон — Червонная Королева
- Форд Стерлинг — Белый Король
- Роско Эйтс[англ.] — Рыба
- Уильям Остин[англ.] — Грифон
- Уильям Филдс — Шалтай-Болтай
- Леон Эррол — дядя Силберт
- Кэри Грант — Черепаха Квази
- Стерлинг Холлоуэй — Лягушка
- Роско Карнс[англ.] — Траляля
- Джек Оуки — Труляля
- Малыш Лерой[англ.] — Джокер
- Мэй Марш — Овца
- Полли Моран — Додо
- Чарльз Рагглс — Мартовский Заяц
- Нед Спаркс — Гусеница
- Элисон Скипуорт[англ.] — Герцогиня
- Эдвард Хортон — Болванщик
- Джеки Сёрл — Соня
- Билли Барти — белая пешка / мальчик (в титрах не указан)